# Australasian Sarcanthinae
Australasian Sarcanthinae (abreviado Australasian Sarcanthinae) es un libro con ilustraciones y descripciones botánicas que fue escrito por el botánico y explorador australiano de fama mundial por su taxonomía de orquídeas Alick William Dockrill. Fue publicado en el año 1967 con el nombre de Australasian Sarcanthinae;: A review of the subtribe Sarcanthinae (Orchidaceae) in Australia & New Zealand.